# From Here to Eternity
From Here to Eternity (bra: A Um Passo da Eternidade; prt: Até à Eternidade) é um filme estadunidense de 1953, do gênero drama romântico de guerra, dirigido por Fred Zinnemann, com roteiro de Daniel Taradash baseado no romance From Here to Eternity , de James Jones.

## Sinopse
O filme relata histórias de vidas em um campo do exército estadunidense no Havaí, às vésperas do ataque japonês a Pearl Harbor. Centraliza as ações acompanhando os conflitos de três militares da base: 
- O sargento Warden, que tem um caso com Karen Holmes, esposa de seu superior imediato, e que vive um conflito entre assumir publicamente sua relação com Karen (o que ele quer) apesar de, para isso, ter que optar por uma carreira de oficial do exército (o que ele não quer).
- O soldado Prewitt, transferido para a base por ser famoso como lutador de boxe e que, devido a um trauma antigo, abandonou os ringues e é por isso perseguido por seu capitão e por outros soldados a mando deste, que o querem na equipe de boxe do pelotão.
- o soldado Angelo Maggio, de origem italiana e temperamento esquentado, que tem um forte atrito com o sargento "Fatso", da prisão da base, e que, ao ser preso por insubordinação, fica nas mãos de seu inimigo declarado.

## Elenco
- Burt Lancaster .... sargento Milton Warden
- Montgomery Clift .... Robert E. Lee "Prew" Prewitt
- Deborah Kerr .... Karen Holmes
- Donna Reed .... Alma Burke
- Frank Sinatra .... Angelo Maggio
- Philip Ober .... capitão Dana Holmes
- Mickey Shaughnessy .... Leva
- Harry Bellaver .... Mazzioli
- Ernest Borgnine .... sargento James "Fatso" Judson
- Jack Warden .... cabo Buckley
- John Dennis .... sargento Ike Galovitch
- Merle Travis ....  Sal Anderson
- Tim Ryan .... sargento Pete Karelsen
- Arthur Keegan ....  Treadwell
- George Reeves .... sargento Maylon Stark

## Prêmios e indicações
| Prêmio                     | Categoria                           | Recipiente                                         | Resultado |
| -------------------------- | ----------------------------------- | -------------------------------------------------- | --------- |
| Prêmios Globo de Ouro 1954 | Melhor direção                      | Fred Zinnemann                                     | Venceu    |
| Prêmios Globo de Ouro 1954 | Melhor ator coadjuvante             | Frank Sinatra                                      | Venceu    |
| BAFTA 1954                 | Melhor filme                        | Buddy Adler (prod.)                                | Indicado  |
| Festival de Cannes 1954    | Palma de Ouro (melhor filme)        | Buddy Adler (prod.)                                | Indicado  |
| Oscar 1954                 | Melhor filme                        | Buddy Adler (prod.)                                | Venceu    |
| Oscar 1954                 | Melhor direção                      | Fred Zinnemann                                     | Venceu    |
| Oscar 1954                 | Melhor atriz                        | Deborah Kerr                                       | Indicado  |
| Oscar 1954                 | Melhor atriz coadjuvante            | Donna Reed                                         | Venceu    |
| Oscar 1954                 | Melhor ator                         | Montgomery Clift                                   | Indicado  |
| Oscar 1954                 | Melhor ator                         | Burt Lancaster                                     | Indicado  |
| Oscar 1954                 | Melhor ator coadjuvante             | Frank Sinatra                                      | Venceu    |
| Oscar 1954                 | Melhor trilha sonora                | Morris Stoloff, George Duning                      | Indicado  |
| Oscar 1954                 | Melhor fotografia em preto e branco | Burnett Guffey                                     | Venceu    |
| Oscar 1954                 | Melhor som                          | Columbia Studio Sound Department, John P. Livadary | Venceu    |
| Oscar 1954                 | Melhor roteiro adaptado             | Daniel Taradash                                    | Venceu    |
| Oscar 1954                 | Melhor edição                       | William Lyon                                       | Venceu    |
| Oscar 1954                 | Melhor figurino                     | Jean Louis                                         | Indicado  |